# Coleoscirus halacaroides
Coleoscirus halacaroides är en spindeldjursart som beskrevs av Berlese 1916. Coleoscirus halacaroides ingår i släktet Coleoscirus och familjen Cunaxidae. Inga underarter finns listade i Catalogue of Life.